# Brits (Sudafrica)
Brits è una città del Sudafrica situata nella provincia del Nordovest in un'area fertile bagnata dalle acque del lago della diga di Hartbeespoort.

## Geografia fisica
È poco distante dall'area urbana di Tshwane nel Gauteng, che include Pretoria e ha lo stesso codice di avviamento postale di Brits.

## Storia
Brits fu fondata nel 1924 dall'agricoltore Roode Kopjes (Red Hills) e fu chiamata così dopo dal proprietario, Gert Brits.
L'armistizio della prima guerra boera venne firmato nel 1881 all'ombra di un albero di karee (Rhus lancea) situato poco a sud di Brits.
All'inizio del XXI secolo Brits è stata collegata a Pretoria dalla nuova strada N4 riducendo di molto i tempi di percorrenza tra le due città.
Negli ultimi anni Brits sta sperimentando un notevole sviluppo economico a causa della crescita delle attività minerarie della regione.

## Economia
Oltre che ospitare un gran numero di aziende agricole, la città possiede molti insediamenti industriali, è da menzionare la presenza di uno stabilimento della casa automobilistica Alfa Romeo che ha prodotto dal 1974 al 1985 vetture destinate al mercato interno africano e all'esportazione in Asia.
La città ha un ruolo di rilievo nell'industria mineraria Sudafricana, ben il 94% di tutto il platino estratto dalla nazione arrivano da qui e dal distretto minerario di Rustenburg che insieme producono più platino che ogni altra area del mondo. Inoltre sono presenti nel distretto impianti di estrazione del vanadio.